# Brandon Lanier
Brandon Lanier es el baterista de la banda de rock alternativo, Quietdrive. És el principal responsable de que la banda se formara.
Asistió a la Escuela Secundaria Sultana en Hesperia, California, junto a otro de los miembros de la banda, Droo Hastings. En noveno grado, Brandon Lanier comenzó a decirle a éste que era un gran baterista y que deberían armar una banda juntos en compañía de su amigo Justin Bonhiver. Inicialmente, la banda se llamaba Sneaker 2 Bombs, en la que conformaban un trío con Hastings como cantante principal y bajo, Lanier tocando la batería y Bonhiver en la guitarra.
En una entrevista reveló que Quietdrive, está influenciada musicalmente por bandas de rock alternativo de la década del '90 como Incubus y Third Eye Blind.